# Kostel svaté Anny (Kadaň)
Kostel svaté Anny je utrakvistický (resp. luterský) kostel ze 16. století, později katolický a dnes pravoslavný chrám Narození přesvaté Bohorodice, významná sakrální stavba Městské památkové rezervace Kadaň. Nachází se v ulici Na Příkopě.
Původně renesanční budova kostela nahradila starší dřevěnou modlitebnu z roku 1575, která vznikla uprostřed hřbitova založeného již roku 1555. Kostel, vystavěný před Prunéřovskou branou, sloužil zdejší farnosti české utrakvistické církve, resp. kadaňským luteránům. Dnešní stavba získala v průběhu 18. století barokní vzezření. Od roku 1950 má od kadaňské farnosti římskokatolické církve kostel propůjčený k bohoslužbám pravoslavná církev (a je označován jako chrám Narození přesvaté Bohorodice). Kdysi předměstský kostel je situován na Löschnerově náměstí, na souběhu ulic Boženy Němcové, Sokolovská a Pastýřská studánka.

## Historie

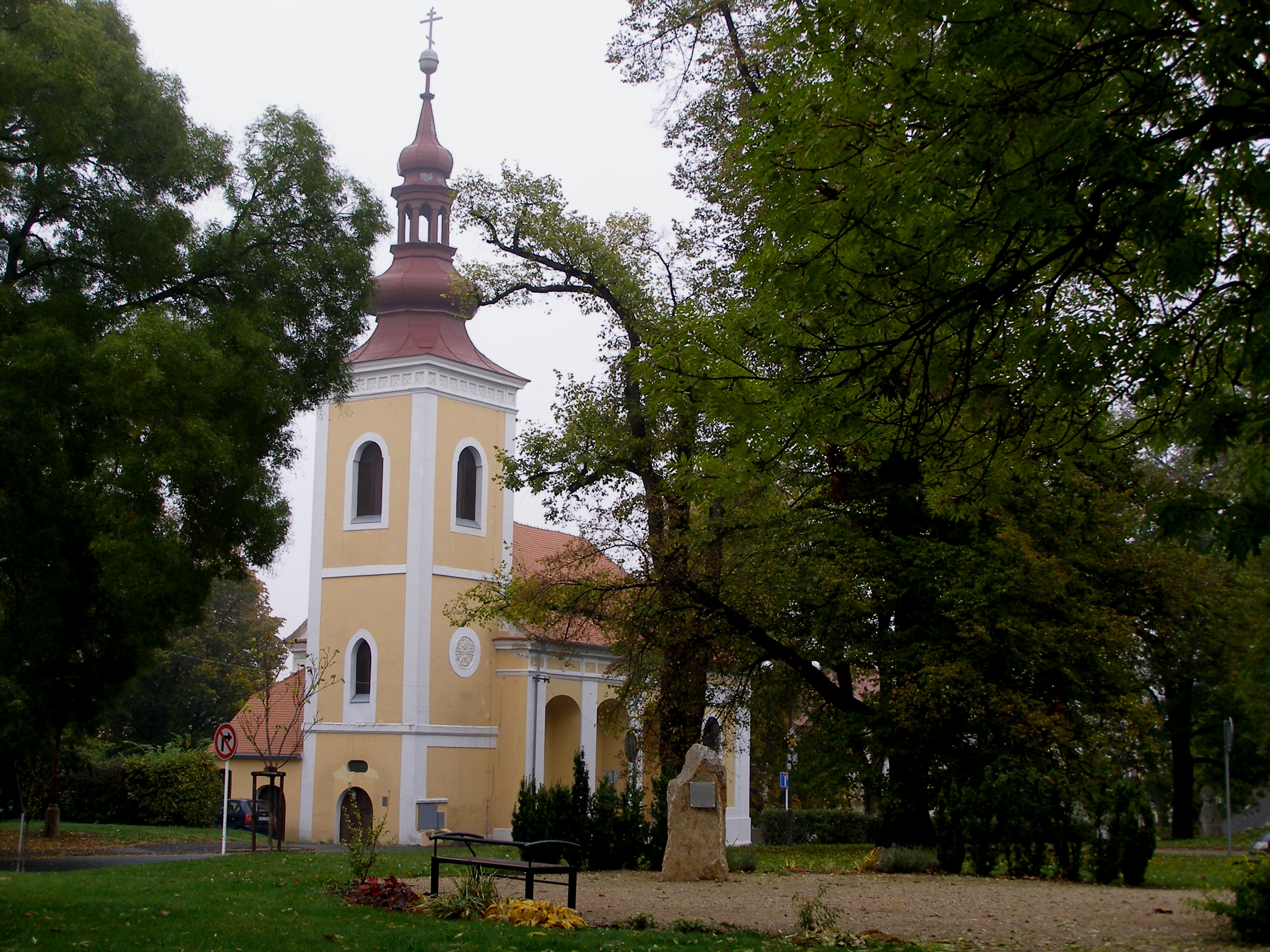
Kostel sv. Anny

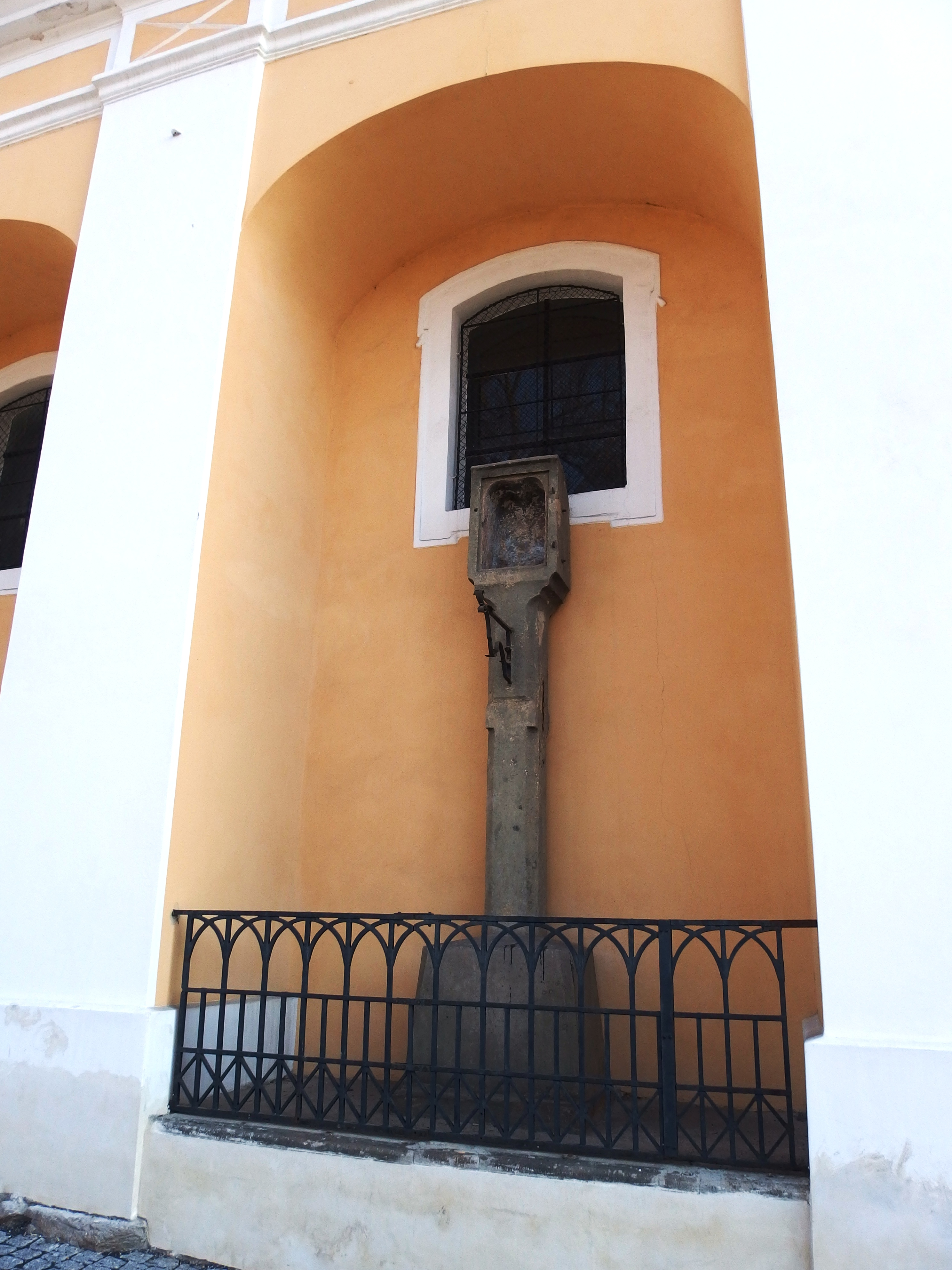
Boží muka při kostele sv. Anny

Kostel byl vystavěn v 90. letech 16. století. Kadaňským utrakvistům a luteránům sloužil kostel do roku 1621, kdy jim byl úředně zkonfiskován, zavřen a zapečetěn. Krátce poté získal nové patrocinium svaté Anny a dlouhá léta fungoval jako katolický hřbitovní kostel. V dubnu 1627 byly z kostela odvezeny varhany, jež byly umístěny do františkánského kostela Čtrnácti sv. Pomocníků. Přestože byl kostel užíván zdejší katolickou farností, velmi chátral a jeho poškozená západní věž musela být stržena a na jejím místě byla roku 1713 postavena věž nová. Roku 1786 se kostel stal obětí ničivého požárů. Znovu byl vysvěcen až 25. srpna 1804 litoměřickým biskupem Leopoldem Chlumčanským z Přestavlk a Chlumčan. Přilehlý hřbitov zanikl roku 1883 a byl přeměněn na park („Schmeykalovy sady“). Během asanace hřbitova došlo ke zničení několika desítek unikátních renesančních náhrobků luteránských měšťanů z doby předbělohorské.
Po roce 1950, v souvislosti s předáním kostela pravoslavné církvi, došlo také k radikální přeměně jeho interiéru. Z původního mobiliáře, jenž byl z velké části odstraněn, lze v kostele vidět obraz svaté Anny Samotřetí, který pochází z roku 1851 a je na něm signatura malíře Leopolda Täublingera.
V letech 2002 až 2007 prošel kostel rozsáhlými opravami průčelí, interiéru a krovů, byla také položena nová střešní krytina. V letech 2014 až 2015 vznikla před chrámovým portálem v rámci úprav Löschnerova náměstí výrazná piazzetta s kašnou. Kostelu svaté Anny se tak konečně dostalo důstojného okolí.

## Zajímavosti

### Zvon „Magdalena“
Kadaňští evangelíci (utrakvisté i luteráni) konali od roku 1596 veřejnou sbírku na zvony pro svůj kostel. Už 19. května 1610 odlil zvonař Christoph Wikolf z Marienbergu menší zvon, podle manželky faráře Johanna Vicinia nazvaný „Magdalena“ (ta na něm totiž 29. května t. r. poprvé zvonila tzv. klekání). Odlití většího zvonu se však zvonaři Wikolfovi nepodařilo, neboť jakási místní čarodějnice mu prý při práci zpívala nepřejícnou čarodějnou píseň. Teprve roku 1612 zde byl instalován jiný velký zvon, který si farníci nechali přivézt povozem se šesti koňmi až ze Strakonic. Tento zvon i menší „Magdalena“ pak visely v kostelní věži až do velkého požáru roku 1786.

### Parky vokolí kostela
Na místě zrušeného hřbitova rozprostírajícího se okolo kostela vznikl směrem na severovýchod v letech 1892 až 1893 veřejný park, jenž roku 1894 dostal úřední název Schmeykalovy sady (podle Franze Schmeykala, zemřel roku 1894, poslance českého zemského sněmu a německého nacionálního politika). Známý byl však spíše pod názvem Školní park. Název se následně měnil v závislosti na politických poměrech. Během roku 1948 byl přejmenován na Rooseveltovy sady, v říjnu 1952 byl název změněn na Sady pionýrů. Parku dominoval obelisk sedm metrů vysoký, který byl v srpnu 1892 vztyčen na památku kadaňských rodáků padlých ve válkách v 19. století. Později byl také doplněn o tabulku připomínající Kadaňany padlé za první světové války.
Na západ od kostela byl díky štědrému daru Josefa Wilhelma Löschnera, kadaňského rodáka, dne 8. května 1878 slavnostně otevřen městský park, pojmenován jako Löschnerovy sady. Uprostřed parku stával mohutný obelisk s Löschnerovou pamětní deskou – ten byl odstraněn roku 1945, nový památník pak byl odhalen v roce 2009. Tehdy také začala rozsáhlá rekonstrukce tohoto veřejného prostoru, jenž opět nese název Löschnerovo náměstí, dokončená v letech 2014 až 2015.